# (3139) Shantou
(3139) Shantou (1980 VL1) – planetoida z pasa głównego asteroid okrążająca Słońce w ciągu 5,73 lat w średniej odległości 3,2 au. Odkryta 11 listopada 1980 roku.